# Johannes Cornelis Frankevoort
Johannes Cornelis Frankevoort (Den Helder, 2 juli 1912 – aan boord van de "Cap Arcona", 3 mei 1945) was een Nederlands politieagent en actief Jodenjager.   

## Opleiding en werk
Frankevoort werkte sinds 1941 bij de Hengelose politie. Daar werd hij door zijn NSB-achtergrond, hij was al lid vanaf oktober 1940,  door zijn chef Wuijster gevraagd voor een speciale functie ter opsporing en arrestatie van Joden. Als beloning werd hem een officiersrang in het vooruitzicht gesteld. Vanaf april 1941 was hij aangesloten bij de SS en vanaf april 1942 bij het Rechtsfront. Daarnaast was hij Sturmbannführer.  Hij volgde een opleiding aan de SS-Schule Avegoor, waarna hij in februari 1944 nog een SS-opleiding deed.

## Gewelddadig
Frankevoort viel op in zijn behandeling van mensen. Getuigenisverklaringen tonen dat hij opvallend agressief en gewelddadig was. Hij deed zijn opsporingen niet alleen, hij werkte onder andere samen met Bronsema. Ondanks dat Bronsema zijn meerdere was nam Frankevoort de leiding in situaties als opsporingen en verhoren. Hierbij schuwde hij geweld niet. Hij gebruikte zowel lichamelijk geweld, dreigde met zijn dienstwapen of schoot mensen neer. Hij deed deze activiteiten ook buiten zijn werktijd. Daarnaast bracht Frankevoort eigenhandig mensen naar Westerbork.

## Na de oorlog
Frankevoort zette in 1944 een inbeslagname in scène om er zelf met de goederen vandoor te kunnen gaan. Daarbij liep hij tegen de lamp en werd opgepakt. Hij werd naar concentratiekamp Neuengamme gebracht. Uiteindelijk stierf hij aan boord van de "Cap Arcona" toen deze op 3 mei 1945 gebombardeerd werd door de Royal Air Force. Langere tijd waren deze gegevens echter niet bekend en werd er gedacht dat Frankevoort nog leefde. Op 2 juni 1949 werd hij bij verstek veroordeeld tot een gevangenisstraf van 20 jaar.